# Estación de Unterterzen
La estación de Unterterzen es la principal estación ferroviaria de la localidad suiza de Unterterzen, perteneciente a la comuna suiza de Quarten, en el Cantón de San Galo.

## Historia y ubicación
La estación de Unterterzen fue inaugurada en 1859 con la apertura del tramo Ziegelbrücke - Sargans de la línea férrea Ziegelbrücke - Chur por parte del Vereinigte Schweizerbahnen (VSB). 
La estación se encuentra ubicada en el centro del núcleo urbano de Unterterzen. Cuenta con un único andén central, al que acceden dos vías pasantes, a las que hay que sumar otras dos vías pasantes, de las que de una sale un culatón y una vía muerta.
En términos ferroviarios, la estación se sitúa en la línea Ziegelbrücke - Chur. Sus dependencias ferroviarias colaterales son la estación de Murg hacia Ziegelbrücke y la estación de Mols hacia Chur.

## Servicios ferroviarios
Los servicios ferroviarios de esta estación están prestados por SBB-CFF-FFS:

### Regionales
A la estación llegan trenes Regio con una frecuencia cadenciada de un tren cada hora por sentido:
- R Ziegelbrücke - Sargans - Landquart - Chur.